# Balsamocarpon brevifolium
La algarrobilla o algarrobito (Balsamocarpon) es un género monotípico de plantas con flores  perteneciente a la familia Fabaceae. Su única especie: Balsamocarpon brevifolium Clos, es originaria de Chile (Atacama, Coquimbo)

## Descripción
Es un arbusto de 1-2 m de altura de ramaje, ramas con pequeños tubérculos amarillentos, con hasta 3 espinas finas y caedizas, de 3-5 mm. Hojas verde-oscuras, de 3-8 mm de largo con 3-4 pares de folíolos, elíptico-obovados a orbiculares, alternas, dispuestas en braquiblastos. Flores de 8-12 mm; cáliz con 5 sépalos pubescentes; corola de con pétalos amarillos, el central-superior, con una mancha rojiza, 10 estambres y un estilo. Florece desde agosto a noviembre. El fruto es un lomento de 2,5-4 x 1,5 cm, grueso, de cubierta dura y color rojizo, rico en taninos y con semillas aplanadas en su interior; recibe el nombre de “taco”. 

## Distribución geográfica
Planta endémica de Chile. Se encuentra en el centro y sur de la Región de Atacama (III) y en el norte de la de Coquimbo (IV). Considerada como especie vulnerable en ambas regiones.

## Usos
A pesar de su estatus de conservación aún se la utiliza su madera para hacer carbón.
Antiguamente se cosechaban los frutos de los que se obtenía tanino.

## Taxonomía
Balsamocarpon brevifolium fue descrita por Dominique Clos y publicado en Flora Chilena 2(2): 226–229, t. 20. 1846[1847].
Sinonimia
- Caesalpinia brevifolia (Clos) Benth.

## Importancia para otras especies
Las semillas de algarrobilla son parte principal del alimento de especies como el Loro tricahue (Cyanoliseus patagonus bloxami) y la Chinchilla de cola larga (Chinchilla lanigera) ambas con problemas de conservación.

## Reproducción

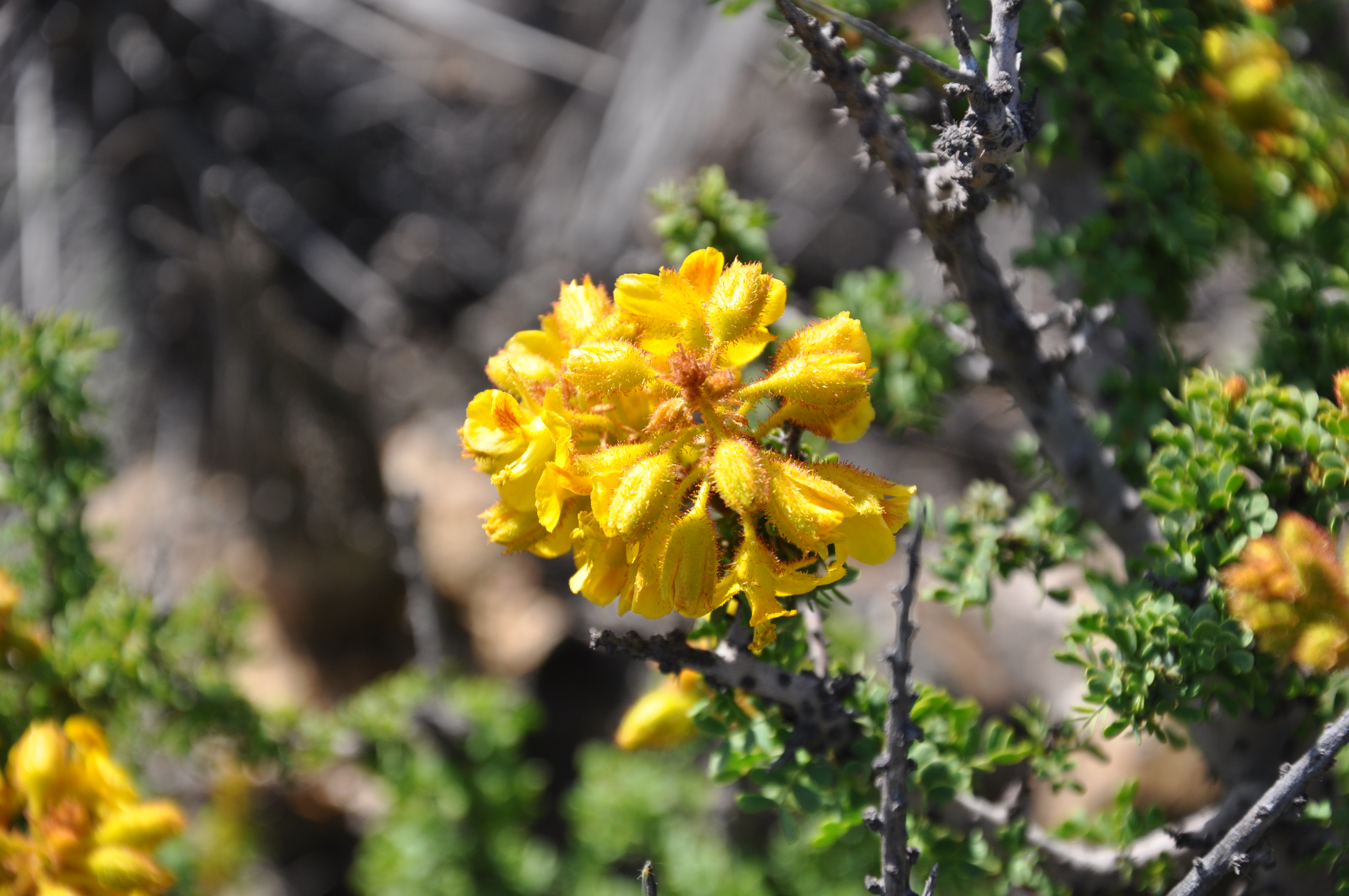
Detalle de la flor

La producción de semillas en arbustos de algarrobilla depende principalmente de la cantidad de lluvia caída durante el período de invierno anterior a la fructificación, razón por la cual se produce una mayor cantidad de semillas tras un Desierto Florido.
Al tratarse de una leguminosa, las semillas de esta especie presentan latencia de cubiertas, por lo cual se requiere realizar tratamientos pregerminativos que permitan eliminar dicha cubierta, las que pueden ser por escarificación química o mecánica.
La escarificación química puede realizarse mediante remojo en ácido sulfúrico durante 60 minutos y posterior lavado en agua corriente. Esto permite obtener porcentajes de 80% de germinación en laboratorio. El remojo en ácido sulfúrico mínimo es de 40 minutos para obtener una alta tasa de germinación.
Semillas tratadas por método mecánico escarificadas por abrasión con lija y posterior remojo en ácido sulfúrico de 15 minutos también tienen buenos resultados. El tratamiento con agua caliente puede ocasionar perdidas de semillas.
Las semillas sin tratamiento de escarificación no tienen capacidad de germinar debido a la gruesa cubierta de la semilla. La germinación de las semillas ocurre entre los tres y cuatro días, máximo de seis días tras la siembra. El sustrato de siembra puede ser tierra estéril y arena en proporciones 1:1, la cual debe ser desinfectada cono fungicidas. No se han realizado ensayos exitosos de propagación vegetativa mediante el enraizamiento de estacas en esta especie.
El hongo Fusarium oxysporum puede atacar las plantulas a partir del tercer mes.